# Taenitis hookeri
Taenitis hookeri là một loài thực vật có mạch trong họ Adiantaceae. Loài này được (C. Chr.) Holttum miêu tả khoa học đầu tiên năm 1975.